# Schlatt-Haslen
Schlatt-Haslen (gsw. Schlatt-Hasle) – gmina (niem. Bezirk) w północno-wschodniej Szwajcarii, w kantonie Appenzell Innerrhoden, w niemieckojęzycznej części kraju. 31 grudnia 2014 liczyła 1116 mieszkańców.